# Blohm & Voss Bv 155
Blohm & Voss Bv 155 – niemiecki myśliwiec przechwytujący z czasów II wojny światowej, nie wprowadzony do produkcji seryjnej przed kapitulacją Niemiec. Docelowo miał służyć do obrony przed latającymi na dużych wysokościach bombowcami Boeing B-29 Superfortress. Prace nad projektem Bv 155 rozpoczęła w 1942 r. wytwórnia Messerschmitta, na podstawie dokumentacji Bf 109. Ostatecznie opracowanie samolotu zlecono firmie Blohm und Voss.